# 三匹獅子舞
三匹獅子舞（さんびきししまい）は、関東地方を中心とした東日本に広く分布する一人立ちの三人一組からなる獅子舞であり、一人立三匹獅子舞、三頭獅子舞などと言うこともある。篠笛とささらが伴奏につき、獅子は腹にくくりつけた太鼓を打ちながら舞う。中には、天狗・河童・猿・太夫・神主・仲立といった道化役がいるものもある。
地域の神社の祭礼として、五穀豊穣、防災、雨乞いなどの祈願や感謝のために行われるものが多い。地元の人たちは「獅子」、「獅子舞」、「ささら獅子舞」、あるいは単に「ささら」などと呼んでいたりする。正月にみる獅子舞や神楽での一般的な獅子舞、いわゆる古代に外来からの影響を祖とする伎楽系（神楽系）の獅子舞とは系統を異にする中世・近世に発達した風流系の獅子舞である。

## 現在の伝承環境
市街部の多くの氏子に支えられた神社の祭礼とは違い、「村祭り」的な小規模な祭礼に行われるものがほとんどで、地元氏子以外には認知度も低く、後継者難は深刻である。古来、伝承者を農家の長男に限定しているところが多く、これは本来は、その土地を離れる心配のない者を選び、伝承を安定させる目的があったものとされている。しかし現代においてもこの条件を頑なに守り、舞が絶えてしまったところも多い。反対にそのような条件にこだわらず、地元の小中学校の児童生徒にまで教えているところもある。

## 演舞地・演舞日

### 1月
- 銚子口香取神社（銚子口の獅子舞）春日部市指定民俗文化財、1月15日に近い日曜日 - (埼玉県春日部市)

### 3月
- 会津彼岸獅子（北会津の小松の獅子舞など）お彼岸のころに行われ、会津に春の到来を告げると言う（福島県会津若松市内他）戊辰戦争の折、敵に包囲されていた若松城に、会津藩国家老山川大蔵が小松彼岸獅子を先導に入城したことで広く知られる。

### 4月
- 高水山（高水山古式獅子舞）　毎年4月第2日曜日　揃い（演劇等のゲネプロに相当するもの）は前日　（東京都青梅市成木7丁目）
- 観音寺   (石原のささら獅子舞)  埼玉県指定無形民俗文化財、4月第3  土、日曜日 - (埼玉県川越市)
- 八坂神社 (曖昧さ回避)（東小来川の獅子舞）日光市指定無形民俗文化財、毎年4月29日（昭和の日）－（栃木県日光市）

### 5月
- 平岡鳥見神社（鳥見神社の獅子舞）千葉県指定無形民俗文化財、5月3日 - （千葉県印西市)
- 長崎神社　(長崎神社の獅子舞)　(東京都豊島区長崎(西武池袋線:椎名町に受け継がれる豪華三匹・四匹獅子舞))　(毎年.5月第二日曜日)

### 7月

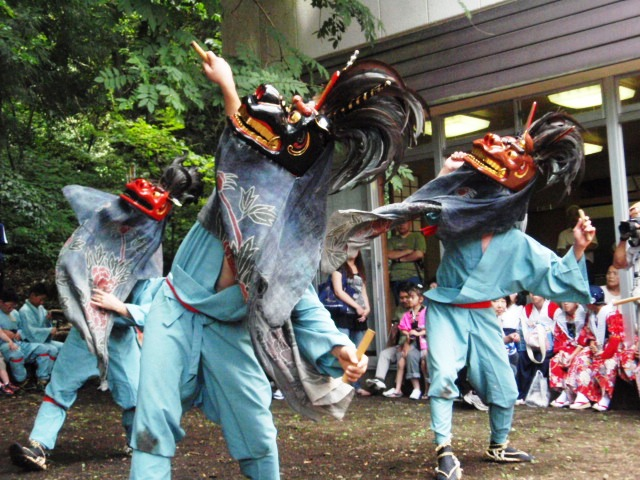
丹波山祇園祭
ささら獅子舞の模様
（2010年7月10日撮影）

- 大瀬浅間・氷川神社（大瀬の獅子舞）埼玉県指定無形民俗文化財、7月第1土曜日とその翌日(祭礼)・第4日曜日(祈祷獅子) - (埼玉県八潮市)
- 戸ヶ崎香取神社（三匹の獅子舞)三郷市指定無形民俗文化財、7月の第1金、土、日曜日 - (埼玉県三郷市)
- 六所神社（墨の獅子舞）千葉県指定無形民俗文化財、7月15日 - (千葉県酒々井町)
- 氷川神社（二丁目の獅子舞）八潮市指定民俗文化財、7月15日 - (埼玉県八潮市)
- 下間久里香取神社（獅子舞)埼玉県指定無形民俗文化財、7月15日 - (埼玉県越谷市)
- 熊野神社 (滑川町)（下福田のささら獅子舞)滑川町指定無形民俗文化財[1]、7月15日に近い日曜日 - (埼玉県比企郡滑川町)
- 銚子口香取神社（銚子口の獅子舞）春日部市指定民俗文化財、7月15日に近い日曜日 - (埼玉県春日部市)
- 日枝神社・水天宮（清戸の獅子舞）清瀬市指定無形民俗文化財、7月15日前後の日曜日 - (東京都清瀬市)
- 飛龍権現、川上神社、大六天、子の神社、熊野神社（丹波山のささら獅子 付日本獅子舞の由来写1通）山梨県指定無形民俗文化財、7月15日に近い土日-（山梨県丹波山村）
- 花畑大鷲神社（花畑大鷲神社獅子舞) 足立区指定無形民俗文化財、7月第三日曜日（東京都足立区）[2]。
- 諏訪神社（三増の獅子舞)  神奈川県指定無形民俗文化財、7月20日前後の日曜日 - (神奈川県愛甲郡愛川町)
- 八坂神社 (曖昧さ回避)（西小来川の獅子舞）日光市指定無形民俗文化財、7月第２日曜-（栃木県日光市西小来川）

### 8月
- 八幡神社（小向の獅子舞）神奈川県指定無形民俗文化財、8月第2日曜日 - （神奈川県川崎市幸区)
- 諏訪神社（鳥屋の獅子舞）神奈川県指定無形民俗文化財、8月第2土曜日 - （神奈川県相模原市緑区)
- 西光院（篠籠田の獅子舞）千葉県指定無形民俗文化財、8月16日 - （千葉県柏市)
- 本覚寺（小室の獅子舞）千葉県指定無形民俗文化財、8月21日 - （千葉県船橋市)
- 下名栗諏訪神社（下名栗諏訪神社の獅子舞）埼玉県指定無形民俗文化財、8月25日に近い土、日曜日 - （埼玉県飯能市）
- 御獄神社（下九沢の獅子舞）神奈川県指定無形民俗文化財、8月26日 - （神奈川県相模原市緑区)

- 諏訪明神（大島の獅子舞）神奈川県指定無形民俗文化財、8月27日 - （神奈川県相模原市緑区)

- 今熊神社（今熊神社獅子舞）八王子市無形民俗文化財指定、8月最終日曜日 -（東京都八王子市上川町）

### 9月
- 八幡神社（小室の獅子舞）千葉県指定無形民俗文化財、9月1日 - （千葉県船橋市)
- 圓福寺 (八千代市)・駒形神社 (勝田の獅子舞) 八千代市市無形民俗文化財、9月第1日曜日(旧行9月1日)-(千葉県八千代市)
- 菅薬師堂（菅の獅子舞）神奈川県指定無形民俗文化財、9月12日に近い土、日曜日- （神奈川県川崎市多摩区)
- 金澤八幡宮（金沢ささら舞）横手市指定無形民俗文化財、9月15日 - （秋田県横手市）
- 箭幹八幡宮（矢部の獅子舞）町田市指定無形民俗文化財、9月第3月曜日 - （東京都町田市)
- 日枝神社（松戸の獅子舞） 松戸市指定無形文化財、9月20、21、22日 - （千葉県松戸市)
- 久伊豆神社（長野の獅子舞） 行田市指定無形民俗文化財、9月18、19日に近い土、日曜日 - (埼玉県行田市)
- 五社神社（人里の獅子舞）東京都指定無形民俗文化財　9月の第３月曜日の前の土曜日、日曜日-（東京都檜原村)
- 賀蘇山神社（関白流獅子舞）鹿沼市指定無形民俗文化財、9月23日-（栃木県鹿沼市入粟野）

### 10月

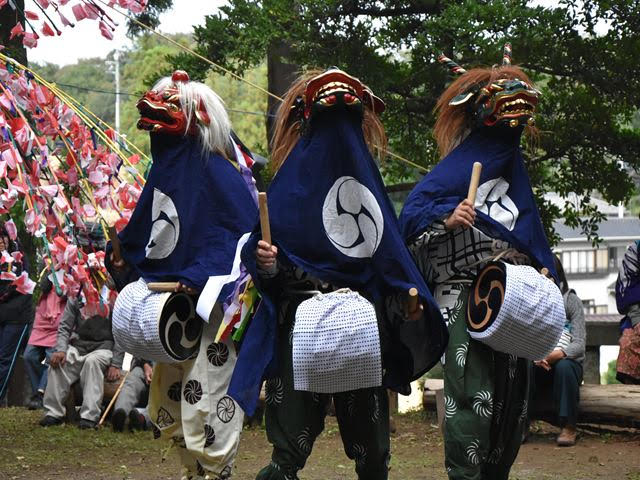
下福田のささら獅子舞

- 菅生神社（初山の獅子舞）神奈川県指定無形民俗文化財、10月第1日曜日 - （神奈川県川崎市宮前区)
- 江古田氷川神社（江古田の獅子舞）東京都指定無形民俗文化財、10月第1日曜日 - （東京都中野区）
- 鉄神社（鉄の獅子舞）神奈川県指定無形民俗文化財、10月第1日曜日 - （神奈川県横浜市青葉区)
- 風早神社・明治神社（松戸の獅子舞）　松戸市指定無形文化財、10月9日 - （千葉県松戸市)
- 柴又八幡神社（柴又八幡神社の神獅子）　葛飾区指定無形文化財、10月10日に近い日曜日 - （東京都葛飾区)
- 神明社・驚神社（牛込の獅子舞）神奈川県指定無形民俗文化財、10月第2日曜日（驚神社）とその前日（神明社） - （神奈川県横浜市青葉区)
- 尾出山神社（関白流獅子舞）鹿沼市指定無形民俗文化財、10月上旬-（栃木県鹿沼市上永野）
- 熊野神社 (滑川町)（下福田のささら獅子舞[3]）滑川町指定無形民俗文化財、10月17日に近い日曜日 - (埼玉県比企郡滑川町)
- 稲含神社（秋畑那須の獅子舞）群馬県指定無形民俗文化財、10月中の日曜日 - （群馬県甘楽町)
- 小松神社（天下弌関白流獅子舞）鹿沼市指定無形民俗文化財、10月の第3日曜日-（栃木県鹿沼市久野）
- 八坂神社 (曖昧さ回避)（西小来川の獅子舞）日光市指定無形民俗文化財、10月最終日曜（栃木県日光市西小来川）

### 11月
- 国神神社（上戸の獅子舞)  茨城県指定無形民俗文化財、11月23日 - (茨城県潮来市)